# Obernankau

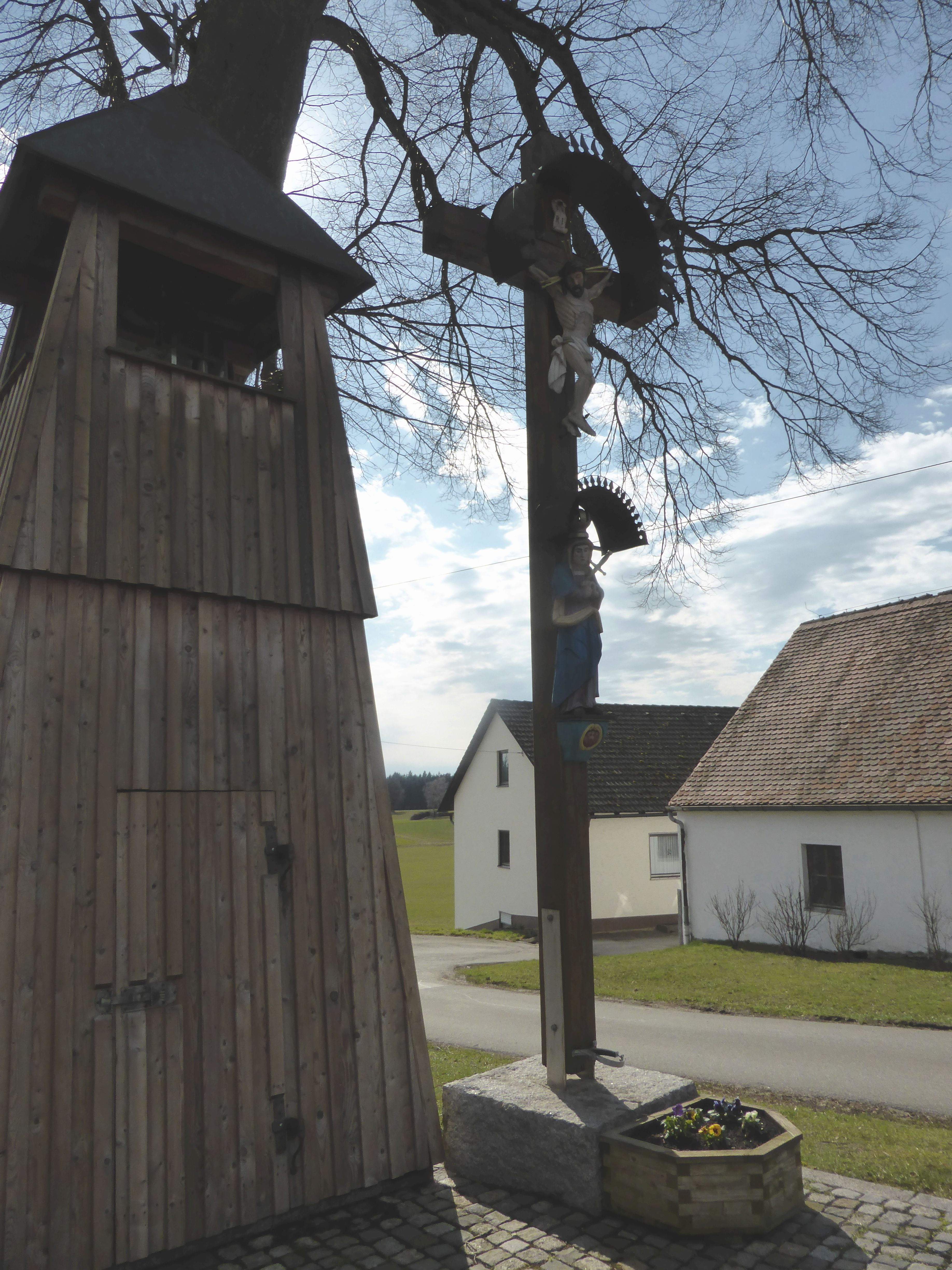
Glockenturm mit Dorfkreuz

Obernankau ist ein Gemeindeteil der Stadt Vohenstrauß und eine Gemarkung im Landkreis Neustadt an der Waldnaab in der nördlichen Oberpfalz.

## Geographische Lage
Der Weiler liegt im Vorderen Oberpfälzer Wald etwa 5 km südwestlich von Vohenstrauß und 700 m südlich der Autobahn A6.
Etwa 600 m nordöstlich entspringt der Kaltenbaumbach, der 1 km südöstlich von Obernankau in die Pfreimd mündet.
800 m südlich erstreckt sich in Ost-West-Richtung das tief eingeschnittene Pfreimdtal.
Die Pfreimd ist hier zum Kainzmühlstausee aufgestaut.

## Geschichte
Im 18. Jahrhundert gehörte Obernankau zur Herrschaft Waldau und hatte 9 Anwesen und ein Hirtenhaus. Der Ort gehörte zur Pfarrei Vohenstrauß sowie zum 1808 gebildeten Steuerdistrikt Lerau. Zu diesem gehörten neben Lerau selbst Kleßberg, Obernankau, Unternankau, Steinach, Wieselrieth und Linglmühle.
1809 gehörte Obernankau zum Patrimonialgericht Waldau, dessen Inhaber die Freiherrn von Lilien waren.
Obernankau war eine selbständige Gemeinde ohne weitere Ortsteile, die 1938 nach Oberlind eingemeindet wurde.
Mit der Gemeindereform 1972 kam Obernankau in die Gemeinde Vohenstrauß.

### Dorfkreuz und Glockenturm
Neben dem hölzernen Glockenturm in Obernankau steht ein denkmalgeschütztes und farbig gehaltenes Dorfkreuz mit dem gekreuzigten Jesu und der schmerzhaften Muttergottes. Das ursprünglich aus dem 19. Jahrhundert stammende Holzkreuz musste erneuert werden und wurde am 21. Juli 1999 durch Pfarrer Franz Winkelmann und Pater Georg Messer geweiht. Auch der Glockenturm wurde 1988 behutsam restauriert und ist heute mit einem elektrischen Geläute ausgestattet. Während früher zahlreiche solche hölzerne Glockentürme in der Oberpfalz vorhanden waren, sind diese heute selten geworden (z. B. noch in Wieselrieth bei Leuchtenberg, Lerau, Roggenstein, Lerau oder Kaimling).

## Einwohnerentwicklung in Obernankau ab 1838
| Jahr | Einwohner | Wohngebäude |
| ---- | --------- | ----------- |
| 1838 | 48        | 9           |
| 1871 | 38        | 9           |
| 1885 | 36        | 8           |
| 1900 | 26        | 7           |
| 1913 | 35        | 7           |
| 1925 | 46        | 6           |

| Jahr | Einwohner | Wohngebäude |
| ---- | --------- | ----------- |
| 1950 | 30        | 6           |
| 1961 | 25        | 7           |
| 1970 | 23        | k. A.       |
| 1987 | 17        | 6           |
| 2011 | 30        | k. A.       |